# Monmouth Junction (New Jersey)
Monmouth Junction – jednostka osadnicza  w hrabstwie Middlesex w stanie New Jersey w USA. Monmouth Junction należy do konglomeracji South Brunswick Township. Według danych z 2010 roku Monmouth Junction zamieszkiwało niespełna 3 tys. osób.